# Teemu Lassila
Teemu Lassila (* 26. března 1983, Helsinky, Finsko) je finský hokejový brankář hrající v týmu Växjö Lakers ve švédské hokejové lize.

## Kariéra
Lassila se přes juniorské výběry finského týmu TPS Turku prosadil v sezóně 2002-03 na pozici prvního brankáře TPS a nahradil tak zkušeného Jasona Elliotta. Po konci sezóny byl vybrán v draftu NHL 2003 klubem Nashville Predators ve 4. kole na celkově 117. místě. Před sezónou 2005-06 se dohodl na smlouvě se švédským Djurgårdenem, který hrál švédskou nejvyšší ligu Elitserien. Djurgården byl favoritem a od Lassily se mnohé čekalo, už jen proto, že v týmu nahradil hvězdu NHL Josého Théodora. Po dvou letech se Lassila chtěl vrátit zpět do Finska. Zájem o něj projevilo mnoho klubů a zejména Saimaan Pallo a TPS Turku. Nicméně konečnou volbou Lassily byl klub Hämeenlinnan Pallokerho, s nímž podepsal dvouletou smlouvu až do roku 2009. Ovšem v týmu HPK se stal jedničkou Andy Chiodo a Lassila tak byl odsunut do pozice náhradního brankáře a na závěr sezóny 2007-08 byl dokonce odeslán do nižší finské ligy Mestis, kde nastoupil za Lempäälän Kisa a Kokkolan Hermes. V sezóně 2008-09, ale už v týmu HPK dominoval a dokonce v průběhu sezóny reprezentoval Finsko na akcích Euro Hockey Tour a taktéž v dalších třech sezónách. V roce 2011 byl nominován do finské reprezentace pro Mistrovství světa na Slovensku.

## Úspěchy

### Týmové úspěchy
- Stříbrná medaile v lize Jr. C SM-sarja - 1998-99
- Stříbrná medaile v lize Jr. A SM-Liiga - 2001-02
- Stříbrná medaile v lize SM-liiga - 2003-04
- Stříbrná medaile v lize SM-liiga - 2009-10
- Zlatá medaile na MS - 2011

## Statistiky

### Statistiky v základní části
| 2002-03            | TPS Turku             | SM-liiga           | 21  | 1.92 | 92,9 | 12  | 6   | 38  | 497  | 6  | 1190   |
| 2003-04            | TPS Turku             | SM-liiga           | 19  | 1.72 | 92,8 | 7   | 4   | 31  | 400  | 3  | 1079   |
| 2003-04            | Ässät Pori            | SM-liiga           | 5   | 3.20 | 90,1 | 3   | 2   | 16  | 146  | 0  | 300    |
| 2004-05            | TPS Turku             | SM-liiga           | 52  | 2.31 | 91,9 | 21  | 14  | 116 | 1315 | 5  | 3007   |
| 2005-06            | Djurgårdens IF Hockey | Elitserien         | 45  | 3.14 | 89,8 |     |     | 137 | 1206 | 2  | 2618   |
| 2006-07            | Djurgårdens IF Hockey | Elitserien         | 35  | 2.53 | 90,9 |     |     | 88  | 874  | 1  | 2084   |
| 2007-08            | HPK Hämeenlinna       | SM-liiga           | 21  | 5.71 | 85,4 | 5   | 13  | 115 | 670  | 0  | 1207   |
| 2008-09            | HPK Hämeenlinna       | SM-liiga           | 54  | 2.58 | 91,5 | 26  | 16  | 141 | 1521 | 7  | 3273   |
| 2009-10            | HPK Hämeenlinna       | SM-liiga           | 56  | 2.48 | 91,8 | 27  | 25  | 139 | 1563 | 5  | 3360   |
| 2010-11            | HPK Hämeenlinna       | SM-liiga           | 54  | 2.41 | 92,6 | 22  | 21  | 131 | 1631 | 4  | 3262   |
| 2011-12            | Metallurg Novokuzněck | KHL                | 50  | 2.14 | 92,5 | 18  | 17  | 101 | 1247 | 4  | 2827   |
| 2012-13            | Barys Astana          | KHL                | 23  | 2.71 | 89,5 | 10  | 9   | 53  | 452  | 2  | 1174   |
| 2013-14            | Avangard Omsk         | KHL                | 10  | 4.40 | 85,8 | 2   | 5   | 34  | 206  | 0  | 463    |
| 2013-14            | Växjö Lakers HC       | SHL                | 11  | 2.18 | 92,0 | 7   | 4   | 24  | 274  | 2  | 659    |
| 2014-15            | TPS Turku             | SM-liiga           | 49  | 2.63 | 91,8 | 14  | 23  | 119 | 1326 | 4  | 2714   |
| 2015-16            | TPS Turku             | SM-liiga           | 35  | 2.27 | 90,9 | 12  | 8   | 69  | 687  | 4  | 1823   |
| 2016-17            |                       |                    | -   | -    | -    | -   | -   | -   | -    | -  | -      |
| SM-liiga celkově   | SM-liiga celkově      | SM-liiga celkově   | 366 | 2.59 | 91,4 | 149 | 132 | 915 | 9756 | 38 | 21 215 |
| KHL celkově        | KHL celkově           | KHL celkově        | 83  | 2.53 | 91,0 | 30  | 31  | 188 | 1905 | 6  | 4464   |
| Elitserien celkově | Elitserien celkově    | Elitserien celkově | 91  | 2.79 | 90,4 | 7   | 4   | 249 | 2354 | 5  | 5361   |

### Statistiky v play off
| 2002-03            | TPS Turku          | SM-Liiga           | 7  | 3.03 | 92,3 | 3  | 4  | 21  | 253  | 1 | 416  |
| 2003-04            | TPS Turku          | SM-Liiga           | 12 | 1.50 | 94,4 | 8  | 4  | 17  | 286  | 4 | 680  |
| 2004-05            | TPS Turku          | SM-Liiga           | 6  | 2.69 | 91,8 | 2  | 4  | 16  | 180  | 0 | 356  |
| 2008-09            | HPK Hämeenlinna    | SM-Liiga           | 6  | 2.22 | 93,1 | 2  | 4  | 14  | 189  | 0 | 378  |
| 2009-10            | HPK Hämeenlinna    | SM-Liiga           | 17 | 2.62 | 90,0 | 9  | 7  | 45  | 405  | 0 | 1030 |
| 2010-11            | HPK Hämeenlinna    | SM-Liiga           | 2  | 3.59 | 86,8 | 0  | 2  | 7   | 46   | 0 | 117  |
| 2013-14            | Växjö Lakers HC    | SHL                | 12 | 1.68 | 93,0 | 6  | 6  | 20  | 265  | 3 | 716  |
| 2015-16            | TPS Turku          | SM-Liiga           | 7  | 2.69 | 91,3 | 4  | 3  | 18  | 188  | 0 | 401  |
| SM-liiga celkově   | SM-liiga celkově   | SM-liiga celkově   | 57 | 2.45 | 91,8 | 28 | 28 | 138 | 1547 | 5 | 3378 |
| Elitserien celkově | Elitserien celkově | Elitserien celkově | 12 | 1.68 | 93,0 | 6  | 6  | 20  | 265  | 3 | 716  |